# Sef Vergoossen
Sef Vergoossen (* 8. Mai 1947 in Echt-Susteren) ist ein niederländischer Fußballtrainer, der in seiner Karriere als Trainer zahlreiche niederländische wie ausländische Mannschaften trainiert hat.

## Trainerkarriere

### VVV Venlo
Seine Karriere als Trainer startete Sef Vergoossen 1978 beim niederländischen Erstligisten VVV Venlo als Co-Trainer. Dort übernahm er 1981 das Cheftraineramt beim mittlerweile abgestiegenen Venlo. In der Saison 1984/1985 führte er seinen Verein zurück in die Eredivisie und erreichte dort souverän den Klassenerhalt. Dennoch räumte er seinen Posten als Trainer und übernahm die nächste drei Jahre die Leitung der Jugendabteilung von VVV.

### Eredivisie
Im Sommer 1989 übernahm er wieder ein Traineramt. Vergoossen ging zum Erstligisten MVV Maastricht. Bis zum Abstieg 1995 leitete er den Verein. Anschließend wurde er drei Jahre lang Sportdirektor in Maastricht. In dieser Zeit gelang dem Verein der Wiederaufstieg. Im Sommer 1998 übernahm Vergoossen den Abstiegskandidaten Roda Kerkrade. Er veränderte stark den bisherigen Kader und erreichte in den drei Jahren dort zwei Mal mit seiner Mannschaft das internationale Geschäft.

### Ausland
Im Sommer 2001 ging Vergoossen erstmals ins Ausland. Er übernahm den belgischen Erstligisten KRC Genk, den er gleich in seiner ersten Saison zur Meisterschaft führte. Auch den Supercup konnte er 2002 gewinnen. Für die Saison 2004/2005 nahm er das finanziell lukrative Angebot von Al-Jazira Club aus den Vereinigten Arabischen Emiraten an. Für die Saison 2006/2007 übernahm Vergoossen schließlich den abstiegsbedrohten Club Nagoya Grampus Eight aus der japanischen J-League. Den Abstiegskandidaten führte er zu einem souveränen Mittelfeldplatz.

### PSV Eindhoven
Nachdem der bisherige Trainer Ronald Koeman zum spanischen Topclub FC Valencia wechselte suchte der niederländische Meister PSV Eindhoven dringend einen Interimstrainer. Sef Vergoossen stellte sich im Januar 2008 dieser Herausforderung und stellte gleich einen neuen Vereinsrekord auf mit elf ungeschlagenen Spielen zum Auftakt als PSV-Trainer. Er übernahm das Amt vom bisherigen Co-Trainer Jan Wouters, der die Mannschaft nach Koemans Abgang leitete und später Co-Trainer unter Vergoossen war. Mit der PSV gewann Vergoossen am Saisonende die Meisterschaft. Nachfolger von Vergoossen für die Saison 2008/2009 wurde Huub Stevens vom Hamburger SV.

## KRC Genk
Seit Juli 2008 arbeitet Vergoossen als Berater beim belgischen Erstligisten KRC Genk.

## Erfolge
- 1985 – Aufstieg in die Eredivisie mit VVV Venlo
- 2000 – Niederländischer Pokalsieger mit Roda Kerkrade
- 2002 – Belgischer Meister mit KRC Genk
- 2008 – Niederländischer Meister mit PSV Eindhoven